# Ölands runinskrifter 37
Runinskrift Öl 37 är en runsten i Lerkaka, Runstens socken på Öland. Den står vid kvarnraden väster om vägen. Stenens material består av kalksten och den är cirka 215 cm hög, 160 cm bred och 20 cm tjock. Runorna är tio till tolv cm höga och ojämnt uthuggna. Stenen som var sönderslagen redan i 1600-talets slut lagades först 1933. En del av ytan är nu avflagad men på 1600-talet var inskriften fullständig och finns bevarad i en avskrift. Ristningen ifylldes med färg 1971 och 1988. Den från runor översatta inskriften lyder enligt nedan:

## Inskriften
Translitterering av runraden:
§P olafR × auk × kamal × auk × sagsi × raistu + stain × þina × aftiR × [un × faþur × sin × kai](R)ui lit × at × bonta × sin × hiarsu[k] kubl þsi fiaRun olafR hefnt[i at miomu ati un hiar hal](f)an by
§Q olafR × auk × kamal × auk × sagsi × raistu + stain × þina × aftiR × [un × faþur × sin × kai](R)ui lit × at × bonta × sin × hiarsu[k] kubl þsi fiaRun olafR hefnt[i at miom
Normalisering till runsvenska:
§P OlafR ok Gamall ok Saxi ræistu stæin þenna æftiR Un, faður sinn. GæiRvi let at bonda sinn hiarsug kumbl þessi. FeaR-Un OlafR hæfndi at Muhumaa(?). Atti Unn hiar halfan by.
§Q OlafR ok Gamall ok Saxi ræistu stæin þenna æftiR Un, faður sinn. GæiRvi let at bonda sinn hiarsug kumbl þessi. FeaR-Un OlafR hæfndi at miðiom(?) mo(?). Atti Unn hiar halfan by.
Översättning till nusvenska:
Olof och Gammal och Saxe reste denna sten efter Unn, sin fader. Geirvi lät efter sin make här (göra) denna minnesvård. För Rike-Unn hämnades Olof vid miomu; Unn ägde här halva byn.
miom kan syfta på Moon i Estland.